# Pozaszkolna oświata rolnicza
Pozaszkolna oświata rolnicza – ogół form, metod i sposobów postępowania przez organizacje i instytucje rolnicze, zmierzające do podniesienia wiedzy i kwalifikacji rolników indywidualnych.
Pozaszkolna oświata rolnicza stanowi system społeczno-zawodowego kształcenia rolników oraz kobiet i młodzieży wiejskiej w systemie pozaszkolnym. Jest odpowiedzialna za całokształt poczynań oświatowych związanych z przygotowaniem do zawodu rolnika wraz z procesem dokształcania i doskonalenia zawodowego.
Znaczenie pozaszkolnej oświaty rolniczej wynika z właściwości rolnictwa i gospodarstw rolnych. Zbiorowość rolników cechuje się niższym poziomem wykształcenia ogólnego, znacznym rozproszeniem terytorialnym, niższą siecią szkolnictwa i placówek oświatowych. Użytki rolne zajmują ponad 60% powierzchni kraju, zaś ludność rolnicza stanowi 15,9% populacji kraju. Liczba gospodarstw indywidualnych, które korzystają z dopłat bezpośrednich wynosiła 1,3 mln.

## Pozaszkolna oświata rolnicza w okresie międzywojennym
Niski poziom przygotowania ogólnego i zawodowego rolników, a nawet analfabetyzm, był przyczyną podejmowania różnych form pozaszkolnych, które pozwalały na doskonalenie zawodowe rolników bez odrywania ich od prac w gospodarstwie rolnym. Podstawową rolę w szerzeniu oświaty odgrywały towarzystwa rolnicze, związki kółek rolniczych, koła gospodyń wiejskich i izby rolnicze oraz służby instruktorskie tam zatrudnione. Do akcji społeczno-oświatowej włączali się nauczyciele szkół ogólnych i rolniczych, organizatorzy przysposobienia rolniczego, działacze oświatowi i kół młodzieżowych oraz księża kościoła katolickiego i prawosławnego.

## Kształtowanie pozaszkolnej oświaty rolniczej po 1956 r.
Od 1956/57 pozaszkolna oświata rolnicza zyskała organizacyjne umocowanie poprzez przywrócenia funkcjonowania kółek rolniczych, kół gospodyń wiejskich i rolniczych zrzeszeń branżowych, oraz administracyjne wsparcie poprzez powołania gromadzkiej służby rolnej.
W celu sfinansowania zadań w zakresie oświaty rolniczej, postępu rolniczego i instruktażu fachowego utworzono Centralny Fundusz Postępu Rolniczego. Fundusz tworzony był z opłat plantatorskich pobieranych w ramach umów kontraktacyjnych, oraz z wpłat instytucji kontraktacyjnych i skupiających produkty roślinne i pochodzenia zwierzęcego, przeznaczonych dotychczas na fundusz agrotechniczny i zootechniczny.
Wśród stosowanych form pozaszkolnego kształcenia rolniczego można wymienić: szkolenia jesienno-zimowe rolników, kursy kwalifikowane w zawodach rolniczych, pokazy i demonstracje, poradnictwo indywidualne, gospodarstwa przykładowe, wycieczki, zespoły przysposobienia rolniczego młodzieży wiejskiej.

### Tematyka szkoleń realizowana w ramach pozaszkolnej oświacie rolniczej
Kierunki kształcenia wyznaczone były przez czynniki polityczne i władze rządowe szczebla centralnego. W 1963 r. ukazała się uchwała Rady Ministrów w sprawie agrominimum, która zalecała wprowadzenie we wszystkich gospodarstwach rolnych określonych zabiegów agrotechnicznych i zootechnicznych. W pakiecie agrominimum znalazły się zadania związane z koniecznością zagospodarowania wszystkich użytków rolnych, dokonywania wymiany materiału siewnego, prawidłowego stosowania nawozów mineralnych czy utrzymania zwierząt gospodarskich w należytych warunkach higienicznych. Upowszechnianie agrominimum stało się tematem masowych szkoleń rolniczych, adresowanych do wszystkich rolników.
Tematyka szkoleń uległa zmianie w świetle ustawy z 1967 r. o obowiązku stosowania nawozów mineralnych oraz zarządzenia wykonawczego Ministra Rolnictwa z 1968 r. sprawie objęcia upraw zbóż i ziemniaków obowiązkiem planowego odnawiania materiału siewnego.
Tematyka szkoleń rolniczych podejmowanych po 1976 r. dotyczyła głównie tworzenia zespołów rolników indywidualnych, kooperacji i specjalizacji w rolnictwie.
W organizacji szkoleń główną rolę odgrywali agronom i zootechnik gromadzki, którzy odpowiedzialni byli za tematykę szkoleń, zapewnienie lektora i frekwencji rolników, wynajem miejsca szkoleń i pomocy dydaktycznych. Podobną rolę spełniali instruktorzy zatrudnieni w gromadzkiej służbie rolnej i gminnej służbie rolnej.

## Współczesny kształt pozaszkolnej oświaty rolniczej
Wstąpienie Polski do Unii Europejskiej (2004), oraz przyjęcie zasad Wspólnej polityki rolnej zmieniło charakter tematów podejmowanych w pozaszkolnej oświacie rolniczej. W pierwszym okresie funkcjonowania Polski w UE do rolników skierowano cały pakiet tematów związanych ze sposobami korzystania z dopłat bezpośrednich i z funduszy określonych w Programie Rozwoju Obszarów Wiejskich.
W myśl ustawy o wojewódzkich ośrodkach doradztwa rolniczego z 2004 r. ośrodki prowadzą szkolenia dla rolników i innych mieszkańców obszarów wiejskich, w szczególności w zakresie:
- stosowania nowoczesnych metod agrotechnicznych, hodowli oraz przetwórstwa rolno-spożywczego,
- rozwiązywania problemów technologicznych i organizacyjno-ekonomicznych gospodarstw rolnych,
- rachunkowości w gospodarstwach rolnych,
- rolnictwa ekologicznego
- rozwoju przedsiębiorczości na obszarach wiejskich,
- unowocześniania wiejskiego gospodarstwa domowego,
- ubiegania się o przyznanie pomocy finansowanej lub współfinansowanej ze środków pochodzących z funduszy Unii Europejskiej lub innych instytucji krajowych lub zagranicznych,
- modernizacji gospodarstw rolnych, poprawy jakości artykułów rolno-spożywczych i ich przetwórstwa oraz wzmocnienia pozycji rolników na rynku,
- zarządzania gospodarstwem rolnym,
- promocji produktów lokalnych i regionalnych.

Do zadań ośrodków należy organizowanie kursów przygotowujących do uzyskania tytułów kwalifikacyjnych w zawodach przydatnych do prowadzenia działalności rolniczej oraz organizacji targów, wystaw, pokazów, konferencji i innych przedsięwzięć upowszechniających wiedzę rolniczą, nowe technologie produkcji i promujących produkty i wyroby przetwórstwa rolno-spożywczego.